# Rabai al-Madhoun
Rabai al-Madhoun, född 1945 i al-Majdal utanför Ashkelon, nuvarande Israel, är en palestinsk författare och journalist, bosatt i London.
al-Madhoun tvingades 1948 tillsammans med sina föräldrar lämna hemlandet under Nakba, och tillbringade barndomen i flyktinglägret Khan Yunis på Gazaremsan. Han studerade vid universitetet i Alexandria och har sedan 1973 arbetat som journalist. För romanen The Lady of Tel Aviv nominerades han till International Prize for Arabic Fiction. Han har även gett ut en novellsamling, The Idiot of Khan Younis, en akademisk studie, The Palestinian Intifada och självbiografin The Taste of Separation. Han är redaktör för den Londonbaserade tidningen Asharq Alawsat.